# Acanthocotyle greeni
Acanthocotyle greeni is een soort in de taxonomische indeling van de platwormen (Platyhelminthes). De worm is tweeslachtig en kan zowel mannelijke als vrouwelijke geslachtscellen produceren. De soort leeft in zeer vochtige omstandigheden. 
De platworm behoort tot het geslacht Acanthocotyle en behoort tot de familie Acanthocotylidae. De wetenschappelijke naam van de soort werd voor het eerst geldig gepubliceerd in 1980 door Macdonald & Llewellyn.